# Meteorus politutele
Meteorus politutele är en stekelart som beskrevs av Roy D. Shenefelt 1969. Meteorus politutele ingår i släktet Meteorus och familjen bracksteklar. Inga underarter finns listade i Catalogue of Life.